# Tian Qiutian
Tian Qiutian (田秋田, 1933 - 2016) nació en el condado de Wan, provincia de Hebei (China) y vivió en Pekín. Pertenece a la 19.ª generación de Taichi del estilo Chen y la 3ª generación de Taichi del estilo Chen de Pekín. Fue sobrino del maestro Tian Xiuchen.
Estudió Taichi del estilo Chen con dos discípulos de Chen Fake: con su tío, el maestro Tian Xiuchen, y con el maestro Feng Zhiqiang, experto en Tui Shou (Empuje de Manos), con quienes logró unos conocimientos muy profundos del estilo Chen. 
Impartió clases de Taichi en la Universidad de Medicina China y la Universidad de Deportes de Pekín, además del Instituto de Wushu de Pekín o el Parque del Templo del Cielo.
Fue miembro honorífico de la Asociación de Taichi Chuan estilo Chen de Pekín.
El maestro Tian Qiutian fue muy querido y respetado en Pekín, además de ser un referente del Taichi del estilo Chen. 
Enseñó Taichi Chuan durante más de cuarenta años y tuvo alumnos por todo el mundo, que siguieron transmitiendo el arte a sus respectivos alumnos. Entre ellos destacan sus discípulos Bai Shuping, Pan Ying y Wang Xiaojun.. 
Falleció el 8 de junio de 2016 a los 83 años.